# Albert Camus
Albert Camus   (Dréan, 7 de novembre de 1913 - Villeblevin, 4 de gener de 1960) va ser un escriptor i filòsof francès d'origen algerià guardonat amb el Premi Nobel de Literatura l'any 1957. Als 44 anys es va convertir en el segon premi nobel més jove de la història i va ser considerat juntament amb Jean-Paul Sartre un dels principals representants de l'existencialisme. Entre les seves obres destaquen L'estrany, La pesta, El mite de Sísif, La caiguda i L'home revoltat.
Camus va néixer a l'Algèria francesa de pares pieds-noirs. Va passar la seva infantesa en un barri humil i posteriorment va estudiar filosofia a la Universitat Algiers 1. Es trobava a París quan l'exèrcit nazi van envair França durant la Segona Guerra Mundial el 1940. Camus va intentar fugir en un primer moment, però finalment es va unir a la Resistència francesa on va exercir com a redactor en cap de Combat, un diari clandestí. Després de la guerra va ser una figura coneguda internacionalment i va fer nombroses conferències arreu del món. Es va casar dues vegades i va mantenir diverses relacions extramatrimonials. Camus era políticament actiu: formava part de l'esquerra política que s'oposava a Ióssif Stalin i a la Unió Soviètica pel seu totalitarisme. Camus era un filòsof ètic i es va inclinar per l'anarcosindicalisme. Va formar part d'organitzacions que buscaven la integració europea. Durant la guerra d'Algèria (1954-1962) va mantenir una postura neutral, advocant per una Algèria multicultural i pluralista, una posició que va causar polèmica i va ser rebutjada per la majoria de partits.
Filosòficament, les opinions de Camus van contribuir a l'auge de la filosofia coneguda com a filosofia de l'absurd. Hom considera que l'obra de Camus demostra que és un existencialista, tot i que ell mateix va rebutjar fermament el terme durant tota la seva vida.

## Biografia

### Primers anys i educació

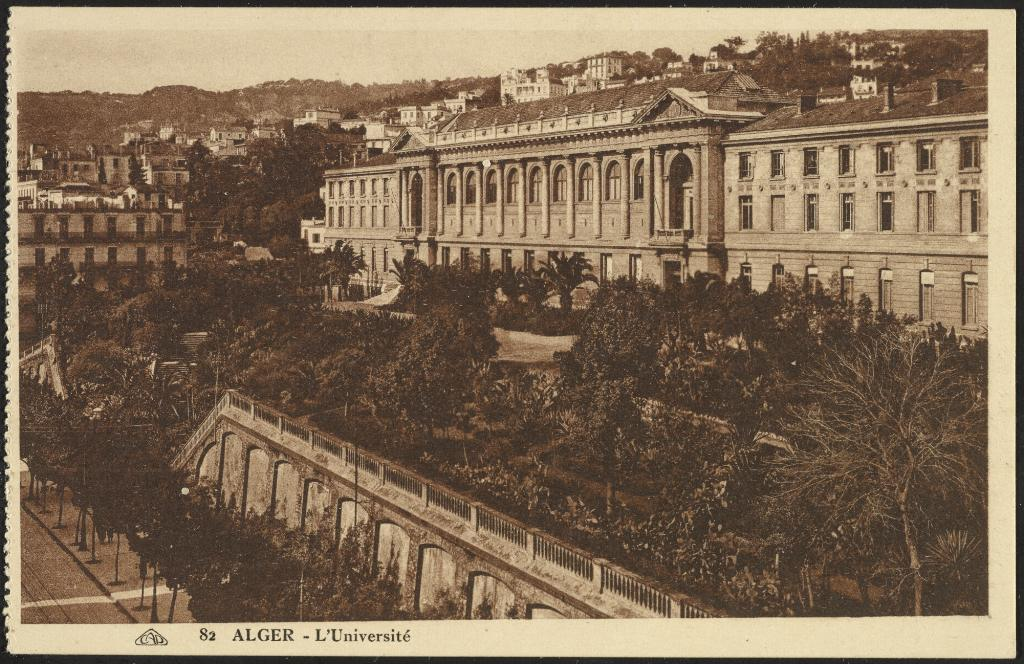
Una postal del segle XX de la Universitat d'Alger

Va néixer a la ciutat de Mondovi, avui dia anomenada Dréan i situada a Algèria, en aquells moments sota l'ocupació francesa, per la qual cosa tenia la consideració de pied-noir. De pare francès, que va morir quan ell tenia un any, i de mare, Caterina Sintes, neta d'emigrants menorquins a Algèria, va ser educat per l'àvia materna, Catalina Cardona, a Alger, on va viure fins al 1940. La seva mare sordejava, era analfabeta i acostumava a parlar amb frases curtes. Camus li va dedicar la seva obra El primer home amb aquestes paraules: A toi qui ne pourras jamais lire ce livre («Per tu que no podràs llegir aquest llibre»). S'ha especulat molt sobre el domini de la llengua catalana que hauria tingut l'autor, atesos els antecedents familiars procedents de Menorca per part de mare. Camus no va escriure mai en català, però possiblement hi va tenir una relació passiva: l'entenia si recordava el parlar de les seves mare i l'àvia. Mai no va conèixer el seu pare, Lucien Camus, un treballador agrícola francès assassinat en combat mentre servia com a zuau, l'octubre de 1914, durant la Primera Guerra Mundial. Camus, la seva mare i altres familiars van viure amb escassos béns materials durant la seva infantesa al barri de Belcourt d'Alger. Camus va ser un habitant francès de segona generació d'Algèria, que fou territori francès des de 1830 fins a 1962. El seu avi patern, juntament amb molts altres de la seva generació, s'havia traslladat a Algèria per viure millor durant les primeres dècades del segle xix. Per tant, se l'anomenava pied-noir, un terme d'argot referit a persones d'ascendència francesa i europea nascudes a Algèria. La seva identitat i els seus orígens pobres van tenir un efecte substancial en la seva vida posterior. No obstant això, Camus era ciutadà francès i gaudia de més drets que els àrabs i amazics algerians.
Durant la seva infància va desenvolupar un amor pel futbol i la natació. Camus va jugar de porter a l'equip júnior Racing Universitaire d'Alger des de 1928 fins a 1930. El sentit de l'esperit d'equip, la fraternitat i el propòsit comú el van atreure enormement. En els informes dels partits, sovint se l'elogiava per jugar amb passió i coratge. Totes les ambicions futbolístiques, però, van desaparèixer quan va contreure la tuberculosi. Camus va establir paral·lelismes entre el futbol, l'existència humana, la moralitat i la identitat personal. Per a ell, la moral simplista del futbol contradeia la complicada moral imposada per autoritats com l'estat i l'església.
Sota la influència del seu mestre Louis Germain, Camus va obtenir una beca el 1924 per a continuar els seus estudis en un prestigiós lycée («escola secundària») prop d'Alger. El 1930, als 17 anys, li van diagnosticar tuberculosi. Com que es tracta d'una malaltia de transmissió, es va traslladar de casa seva i es va quedar amb el seu oncle carnisser de professió, Gustave Acault, que va influir en el jove Camus. Va ser en aquella època que es va iniciar en la pràctica filosòfica, amb la mentoria del seu professor de filosofia Jean Grenier. Va quedar impressionat pels filòsofs grecs antics i per Friedrich Nietzsche. Durant aquella època només va poder estudiar a temps parcial, i per a guanyar diners va fer feines ocasionals com a tutor particular, d'empleat de recanvis de cotxes i d'ajudant a l'Institut Meteorològic.
El 1933 Camus es va matricular a la Universitat d'Alger per a estudiar filosofia on es va graduar el 1936 després de presentar la seva tesi sobre Plotí sota el títol «Métaphysique chrétienne et néoplatonisme». Camus va desenvolupar un interès pels primers filòsofs cristians, però Nietzsche i Arthur Schopenhauer li havien obert el camí cap al pessimisme i l'ateisme. Camus també va estudiar novel·listes-filòsofs com Stendhal, Herman Melville, Fiódor Dostoievski i Franz Kafka. El 1933 també va conèixer Simone Hié, aleshores parella d'un amic de Camus, que es convertiria en la seva primera esposa.

### Anys de formació
L'any 1934, als 20 anys, Camus estava en una relació amb Simone Hié. Hié tenia una addicció a la morfina, una droga que utilitzava per alleujar els seus dolors menstruals. El seu oncle Gustave no va aprovar la relació, però Camus es va casar amb Hié per ajudar-la a combatre la seva addicció. Posteriorment, va descobrir que estava al mateix temps en una relació amb el seu metge i la parella es va divorciar més tard.
Camus es va unir al Partit Comunista Francès (PCF) a principis de 1935. Ho va veure com una manera de «combatre les desigualtats entre europeus i "nadius" d'Algèria», tot i que no era marxista. Va explicar: «podríem veure el comunisme com un trampolí i l'ascetisme que prepara el terreny per a activitats més espirituals». Camus va deixar el PCF un any després. El 1936, es va fundar el Partit Comunista Algerià (PCA) d'orientació independentista, i Camus s'hi va unir després que el seu mentor Grenier li aconsellés que ho fes. El paper principal de Camus dins del PCA era organitzar el Théâtre du Travail. Camus també era proper al Parti du Peuple Algérien (PPA), un partit anticolonialista. A mesura que les tensions en el període d'entreguerres augmentaven, el PCA i el PPA van trencar relacions. Camus va ser expulsat del PCA per negar-se a seguir la línia del partit. Aquesta sèrie d'esdeveniments va aguditzar la seva creença en la dignitat humana. La desconfiança de Camus cap a les burocràcies que pretenien l'eficiència en comptes de la justícia va créixer. Va continuar la seva implicació amb el teatre i va rebatejar el seu grup com a Théâtre de l'Equipe. Alguns dels seus guions van ser la base de les seves novel·les posteriors.
L'any 1938 Camus va començar a treballar al diari d'esquerres Alger républicain (fundat per Pascal Pia) ja que tenia conviccions antifeixistes i l'auge dels règims feixistes a Europa el preocupava. Aleshores, Camus havia desenvolupat forts sentiments contra el colonialisme mentre va presenciar el dur tracte cap a la població local per part de les autoritats franceses. Alger républicain va ser prohibit el 1940 i Camus va traslladar-se a París per a ocupar un nou lloc de feina a Paris-Soir com a redactor en cap. A París gairebé va completar el seu «primer cicle» d'obres que tracten l'absurd i el sense sentit: la novel·la L'estrany, l'assaig filosòfic El mite de Sísif i l'obra de teatre Calígula. Cada cicle constava d'una novel·la, un assaig i una obra de teatre.
Durant la Segona Guerra Mundial va col·laborar amb el diari Le Monde Libertaire, fou membre de la Fédération Anarchiste i inicià la seva col·laboració amb Jean-Paul Sartre.
Una de les cèlebres polèmiques, en les quals es va veure implicat Camus, va ser la que va sorgir arran d'una entrevista en rebre el Premi Nobel quan un estudiant musulmà va preguntar-li sobre la guerra de la independència d'Algèria, l'escriptor va contestar: J’ai toujours condamné la terreur. Je dois condamner aussi un terrorisme qui s'exerce aveuglément, dans les rues d'Alger par exemple, et qui un jour peut frapper ma mère ou ma famille. Je crois à la justice, mais je défendrai ma mère avant la justice («Sempre he condemnat el terror. Jo també haig de condemnar un terrorisme que s'exerceix cegament, als carrers d'Alger per exemple, i que un dia pot colpir la meva mare o la meva família. Jo crec en la justícia, però defensaré ma mare abans que la justícia»). La resposta abreujada i fora de context s'ha popularitzat amb un simple «Entre la justícia i la meva mare, escullo la meva mare».

### Segona Guerra Mundial, Resistència iCombat
Poc després que Camus es traslladés a París, l'esclat de la Segona Guerra Mundial va començar a afectar França. Camus es va oferir voluntari per unir-se a l'exèrcit però no va ser acceptat perquè havia tingut tuberculosi. Mentre els nazis marxaven cap a París, Camus va fugir. Va ser acomiadat de Paris-Soir i va acabar a Lió, on es va casar amb la pianista i matemàtica Francine Faure el 3 de desembre de 1940. Camus i Faure es van traslladar de nou a Algèria, a Orà, on va ensenyar en escoles primàries. A causa de la seva tuberculosi, es va traslladar als Alps francesos amb consell mèdic. Allà va començar a escriure el seu segon cicle d'obres, aquesta vegada sobre el tema de la revolta: una novel·la La pesta i una obra de teatre El malentès. Va tornar a París on va conèixer i es va fer amic de Jean-Paul Sartre. També va formar part del cercle d'intel·lectuals format Simone de Beauvoir, André Breton i altres. Entre ells hi havia l'actriu María Casares, que després mantindria una relació sentimental amb Camus.
Camus va tenir un paper actiu en el moviment de resistència clandestina contra els alemanys durant l'ocupació francesa. A la seva arribada a París va començar a treballar com a periodista i redactor del diari clandestí Combat i va continuar escrivint per al diari després de l'alliberament de França. Camus va utilitzar un pseudònim per als seus articles de Combat i va utilitzar targetes d'identificació falses per evitar ser apressat. Durant aquest període va compondre les quatre Cartes a un amic alemany, explicant per què era necessària la resistència.

### Postsegona Guerra Mundial
Després de la guerra, Camus va viure a París amb Faure, que va donar a llum dos bessons el 1945, Catherine i Jean. Camus era ara un escriptor prestigiós conegut pel seu paper a la Resistència. Va fer conferències a diverses universitats d'Amèrica durant dos viatges diferents. També va visitar Algèria una vegada més, només per marxar decebut per la contínua política colonial opressiva, de la qual havia advertit en moltes ocasions. Durant aquest període va completar el segon cicle de la seva obra, amb l'assaig L'home revoltat. Camus va atacar l'estalinisme mentre defensava el socialisme llibertari i l'anarcosindicalisme. Amb el malestar de molts dels seus col·legues i contemporanis a França pel seu rebuig al comunisme totalitari, el llibre va provocar la separació definitiva amb Sartre. Les seves relacions amb l'esquerra marxista es van deteriorar encara més durant la guerra d'Algèria. Camus va ser un ferm defensor de la integració europea en diverses organitzacions marginals que treballaven amb aquest objectiu. El 1944, va fundar el Comité français pour la federation europeenne (CFFE), declarant que Europa «només pot evolucionar pel camí del progrés econòmic, la democràcia i la pau si els estats esdevenen una federació». El 1947 va fundar els Groupes de Liaison Internationale (GLI), un moviment sindical en el context del sindicalisme revolucionari. El seu objectiu principal era expressar el costat positiu del surrealisme i l'existencialisme, rebutjant la negativitat i el nihilisme d'André Breton. Camus també va alçar la veu contra la intervenció soviètica a Hongria i la realitat totalitària del franquisme a Espanya.
Camus va tenir nombrosos afers sentimentals, especialment una relació irregular i, finalment, pública amb l'actriu d'origen gallec María Casares, amb qui va mantenir una extensa correspondència. Faure no es va prendre aquest assumpte a la lleugera. Va patir una crisi nerviosa i va necessitar d'hospitalització a principis dels anys 1950. Camus, que se sentia culpable, es va retirar de la vida pública i va estar deprimit durant un temps.
L'any 1957 Camus va rebre la notícia que li havien de concedir el Premi Nobel de Literatura. Això el va sorprendre. Preveia que André Malraux guanyaria el prestigiós premi. Als 44 anys, va ser la segona persona més jove en rebre el premi, després de Rudyard Kipling, que tenia 42 anys. Després d'això, va començar a treballar en la seva autobiografia El primer home en un intent d'examinar «l'aprenentatge moral». També va tornar al teatre. Finançat amb els diners que va rebre amb el seu Premi Nobel, va adaptar i dirigir per a l'escenari la novel·la Els dimonis de Fiódor Dostoievski. L'obra es va estrenar el gener de 1959 al Teatre Antoine de París i va tenir un èxit de crítica.

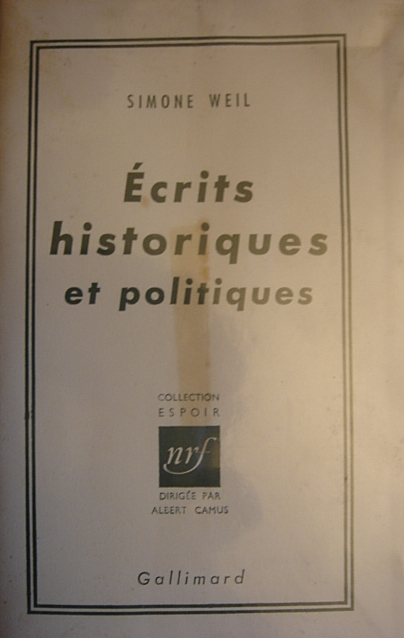

Durant aquests anys, publica pòstumament els treballs de la filòsofa Simone Weil, a la sèrie «Espoir» que havia fundat per a Éditions Gallimard. Weil va tenir una gran influència en la seva filosofia, ja que va entendre els seus escrits com un «antídot» per al nihilisme. Camus la va descriure com «l'únic gran esperit dels nostres temps».

### Mort

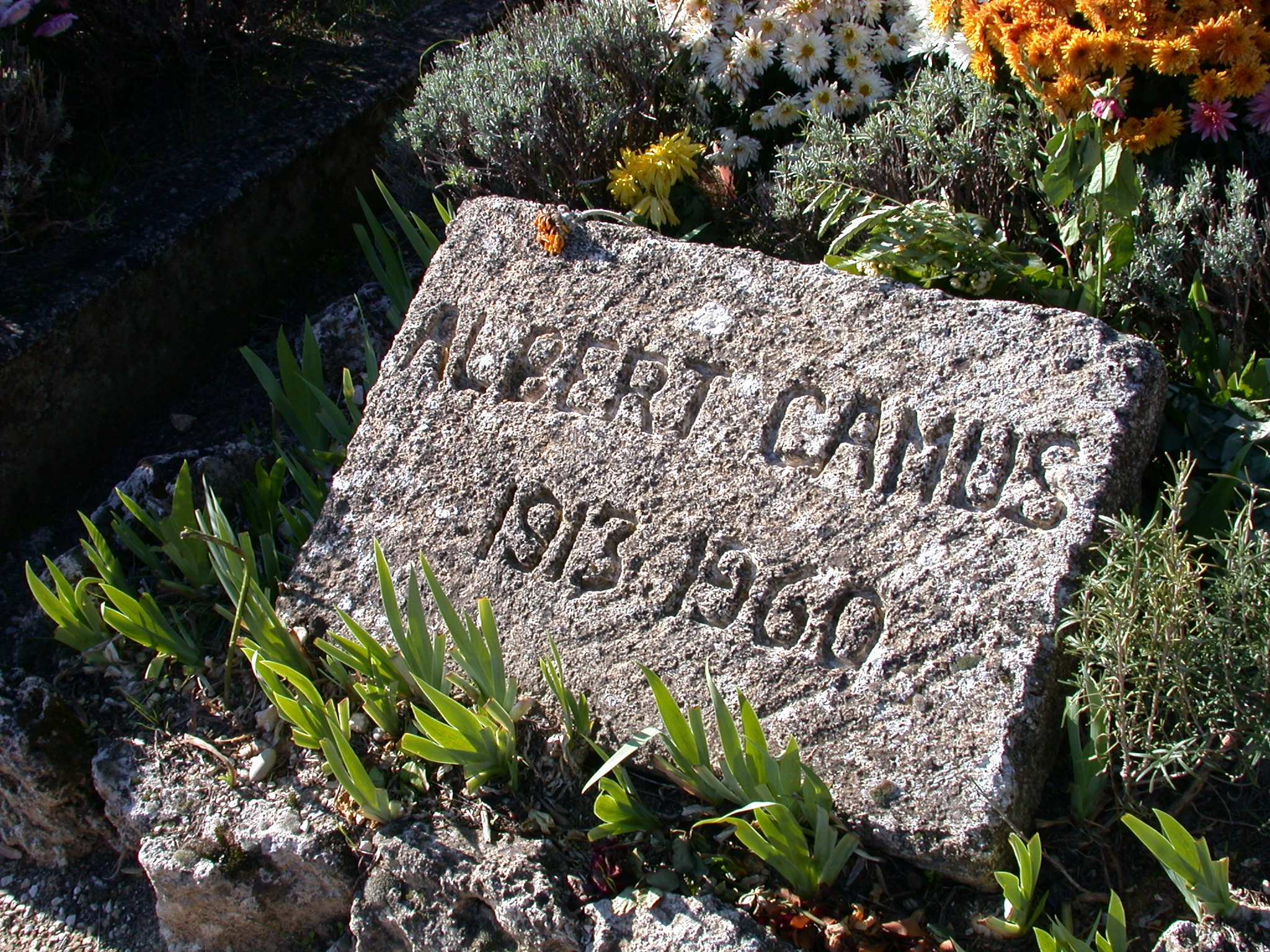
La làpida d'Albert Camus

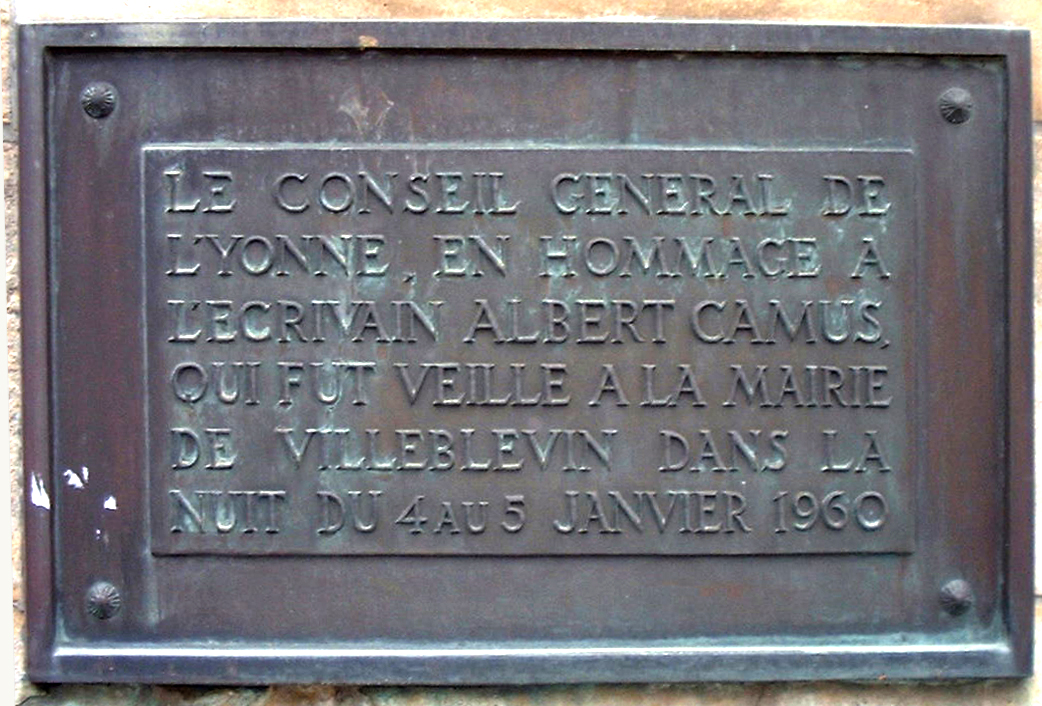
La placa de bronze sobre el monument a Camus a la ciutat de Villeblevin. Traduït del francès: «Del Consell General del Departament de l'Yonne, en homenatge a l'escriptor Albert Camus, les despulles del qual van vetllar a l'ajuntament de Villeblevin la nit del 4 al 5 de gener de 1960».

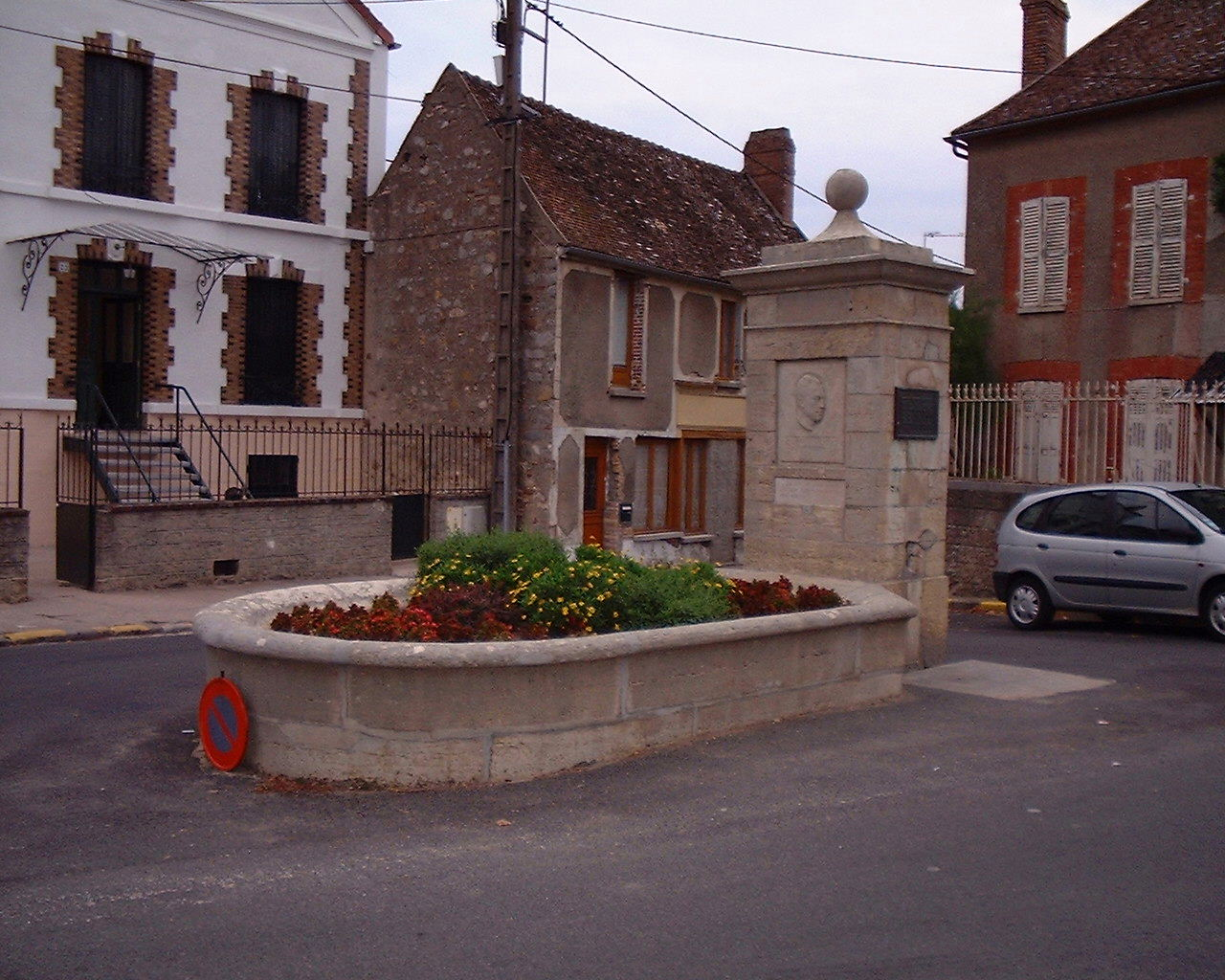
El monument a Camus construït a Villeblevin, on va morir en un accident de cotxe el 4 de gener de 1960

Camus va morir el 4 de gener de 1960 a l'edat de 46 anys, en un accident de cotxe a prop de Sens, a la petita ciutat de Villeblevin. Havia passat les vacances de cap d'any del 1960 a casa seva a Lormarin, amb la seva família, i el seu editor Michel Gallimard d'Éditions Gallimard, juntament amb l'esposa i la filla de Gallimard, Janine. L'esposa i els fills de Camus van tornar a París amb tren el 2 de gener, però Camus va decidir tornar amb el luxós Facel Vega HK500 de Gallimard. El cotxe es va estavellar contra un plàtan en un llarg tram recte de la Route nationale 5 (ara RN 6). Camus, que estava al seient de l'acompanyant i no portava cinturó de seguretat, va morir a l'instant. Gallimard va morir pocs dies després, tot i que la seva dona i la seva filla van resultar il·leses. El 2013, l'escriptor italià Giovanni Catelli va especular amb la possibilitat que Camus havia estat assassinat pel KGB a causa de les seves crítiques als abusos del règim soviètic. Ni la seva filla ni la família ni els biògrafs i estudiosos de Camus han donat crèdit a aquestes especulacions.
Entre les restes es van trobar 144 pàgines d'un manuscrit escrit a mà titulat El primer home. Camus havia predit que aquesta novel·la inacabada basada en la seva infantesa a Algèria seria la seva millor obra. Camus va ser enterrat al cementiri de Lormarin, una població situada al departament de Valclusa de la regió de Provença-Alps-Costa Blava, on havia viscut. El seu amic Sartre va llegir-ne un elogi, homenatjant l'heroic «humanisme tossut» de Camus. William Faulkner va escriure el seu obituari, afirmant: «Quan se li va tancar la porta, ja havia escrit en aquest costat allò que tot artista que també porta la vida amb ell, aquest mateix preconeixement i odi a la mort, és amb l'esperança de fer: jo estava aquí».

## Posicions polítiques
Camus era un moralista: va afirmar que la moral hauria de guiar la política. Tot i que no va negar que la moral canvia amb el temps, va rebutjar la visió marxista clàssica que les relacions materials històriques defineixen la moral.
Camus també va ser molt crític amb el marxisme-leninisme, especialment en el cas de la Unió Soviètica, que considerava un règim totalitari. Camus va increpar els simpatitzants del model soviètic i la seva «decisió d'anomenar llibertat la servitud total». Com a defensor del socialisme llibertari, va afirmar que la Unió Soviètica no era socialista i que els Estats Units d'Amèrica no eren liberals. La seva crítica a la unió Soviètica el va fer enfrontar-se amb representants de l'esquerra política, sobretot amb el seu amic Jean-Paul Sartre.
Actiu en la Resistència francesa durant l'ocupació nazi de França durant la Segona Guerra Mundial, Camus va escriure i va editar la revista Combat. De la col·laboració francesa amb els ocupants alemanys, va escriure: «ara l'únic valor moral és el coratge, que és útil aquí per jutjar els titelles i els tertulians que pretenen parlar en nom del poble». Després de l'alliberament de França, Camus va comentar: «aquest país no necessita un Talleyrand, sinó un Saint-Just». La realitat dels tribunals de postguerra aviat el va fer canviar d'opinió: Camus va rectificar públicament i es va convertir en un opositor de per vida a la pena capital.
Camus tenia simpaties anarquistes, que es van intensificar a la dècada del 1950 quan va arribar a creure que el sistema soviètic estava moralment en fallida. Camus estava fermament en contra de qualsevol tipus d'explotació, d'autoritat, de propietat, contra l'estat i la centralització. Ell, però, es va oposar a la revolució, separant el rebel del revolucionari i creient en la «veritat absoluta», assumint que la majoria de vegades l'aparença de la història o la raó inspira el revolucionari i condueix a resultats tràgics. Creia que la revolució és estimulada per la nostra indignació, per la manca d'importància transcendent del món, mentre que la rebel·lió política és la nostra resposta als atacs contra la dignitat i l'autonomia de l'individu. Camus es va oposar a la violència política, tolerant-la només en casos rars i molt limitats, així com al terror revolucionari que va acusar de sacrificar vides innocents a l'altar de la història.
El professor de filosofia David Sherman considera Camus un anarcosindicalista. Graeme Nicholson considera Camus un anarquista existencialista. L'anarquista André Prudhommeaux el va presentar per primera vegada en una reunió del Cercle des Étudiants Anarchistes l'any 1948 com a simpatitzant familiaritzat amb el pensament anarquista. Camus va escriure per a publicacions anarquistes com Le Libertaire, La Révolution Prolétarienne i Solidaridad Obrera, l'òrgan de la Confederació Nacional del Treball (CNT).
Camus va mantenir una posició neutral durant la guerra d'Algèria (1954–62). Tot i que estava en contra de la violència del Front Nacional d'Alliberament d'Algèria (FLN) va reconèixer la injustícia i les brutalitats imposades per l'Imperi colonial francès. Va ser partidari del Partit Socialista Unificat (PSU) de Pierre Mendès i del seu enfocament de la crisi. Mendès defensava la reconciliació. Camus també va donar suport a un militant algerià d'idees afins, Aziz Kessous. Camus va viatjar a Algèria per a negociar una treva entre els dos bel·ligerants però es va trobar amb la desconfiança de part de totes les parts. En un incident, sovint citat malament, Camus es va enfrontar a un crític algerià durant el seu discurs d'acceptació del Premi Nobel de 1957 a Estocolm, rebutjant la falsa equivalència de la justícia amb el terrorisme revolucionari: «la gent ara està plantant bombes als tramvies d'Alger. La meva mare podria estar en un d'aquests tramvies. Si això és justícia, llavors prefereixo la meva mare». Els crítics de Camus han titllat la resposta de reaccionària i com el resultat d'una actitud colonialista.
Va ser molt crític amb la proliferació de les armes nuclears i els bombardejos atòmics d'Hiroshima i Nagasaki. A la dècada del 1950, Camus va dedicar els seus esforços als drets humans. L'any 1952, va renunciar a la seva feina per a la UNESCO quan l'Organització de les Nacions Unides va acceptar Espanya, sota la direcció del general Francisco Franco, com a membre. Camus va mantenir el seu pacifisme i va rebutjar la pena capital a qualsevol part del món. Va escriure un assaig contra la pena capital en col·laboració amb Arthur Koestler, l'escriptor, intel·lectual i fundador de la Lliga contra la pena capital titulat Réflexions sur la peine capitale, publicat per Calmann-Levy el 1957.

## Paper a Algèria

Organització administrativa de l'Algèria francesa entre 1905 i 1955.

Nascut a Algèria de pares francesos, Camus estava familiaritzat amb el racisme institucional de França contra els àrabs i els amazics, però no formava part d'una elit rica. Va viure en males condicions de petit però era ciutadà francès i com a tal tenia drets, a diferència de la majoria del país.
Camus va ser un defensor de la «nova cultura mediterrània». Aquesta era la seva visió d'abraçar la pluralitat del poble algerià, en oposició a la ideologia popular profeixista i antisemita majoritària entre altres pieds-noirs. Per a Camus, aquella visió comprenia l'humanisme hel·lènic que va sobreviure entre la gent comuna al voltant del mar Mediterrani. El seu discurs de 1938 sobre «La nova cultura mediterrània» representa la declaració més sistemàtica de Camus sobre les seves opinions en aquell moment. Camus també va donar suport al projecte de llei Blum-Viollette d'atorgar als algerians la plena ciutadania francesa en un manifest amb arguments que defensaven aquesta proposta assimiladora per raons d'igualtat radical. El 1939 Camus va escriure una sèrie d'articles punyents per a la República d'Alger sobre les atroces condicions de vida dels habitants de les terres altes de Cabília. Va advocar per reformes econòmiques, educatives i polítiques d'urgència.
El 1945, després de la massacre de Sétif, Guelma i Kherrata després de les revoltes àrabs contra l'opressió francesa, Camus va ser un dels pocs periodistes continentals que van visitar la colònia. Va escriure una sèrie d'articles informant sobre les condicions i advocant per reformes i concessions a les demandes del poble algerià.
Quan va començar la guerra d'Algèria el 1954, Camus es va enfrontar a un dilema moral. Es va identificar amb els pieds-noirs com la seva pròpia família i va defensar les accions del govern francès contra la revolta. Va argumentar que l'aixecament algerià era una part integral del «nou imperialisme àrab» liderat per Egipte i una ofensiva «antioccidental» orquestrada per la Unió Soviètica per a «encerclar Europa» i «aïllar els Estats Units». Encara que afavoria una major autonomia algeriana o fins i tot una federació, encara que no una independència a gran escala, creia que els pieds-noirs i els àrabs podien coexistir. Durant la guerra va defensar una treva civil que protegís la població civil. Va ser rebutjada per ambdues parts que la van considerar insensata. Entre bastidors, va començar a treballar per als algerians empresonats que s'enfrontaven a la pena de mort. La seva posició va generar moltes crítiques de l'esquerra política i de crítics literaris postcolonials posteriors que es van oposar a l'imperialisme europeu, com Edward Said, que va assenyalar que les novel·les i contes de Camus estan plagats de representacions colonials o esborrats conscients de la població àrab d'Algèria. Als seus ulls, Camus ja no era el defensor dels oprimits. Camus va dir una vegada que els problemes a Algèria «el van afectar ja que els altres senten dolor als pulmons».

## Filosofia

### Existencialisme
Tot i que Camus està principalment relacionat amb la filosofia de l'absurd, se'l cataloga habitualment com a existencialista, un terme que va rebutjar en diverses ocasions.
El mateix Camus va afirmar que els seus orígens filosòfics es trobaven en la filosofia grega antiga, Friedrich Nietzsche i els moralistes del segle xvii, mentre que l'existencialisme sorgeix de la filosofia del segle XIX i principis del XX com Søren Kierkegaard, Karl Jaspers i Martin Heidegger. També va afirmar que la seva obra, El mite de Sísif, era una crítica d'uns quants aspectes de l'existencialisme. Camus estava rebutjant l'existencialisme com a filosofia, però la seva crítica es va centrar sobretot en l'existencialisme de Jean-Paul Sartre, i en menor mesura en l'existencialisme religiós. Pensava que la importància de la història que tenien Karl Marx i Sartre era incompatible amb la seva creença en la llibertat humana. David Sherman i altres també suggereixen que la rivalitat entre Sartre i Camus també va tenir un paper en el seu rebuig a l'existencialisme. David Simpson argumenta, a més, que el seu humanisme i la creença en la naturalesa humana el van diferenciar de la doctrina existencialista que «l'existència precedeix l'essència».
D'altra banda, Camus va centrar la major part de la seva filosofia al voltant de qüestions existencials. L'absurd de la vida, el final inevitable (la mort) es destaca en els seus actes. La seva creença era que l'absurd, la vida sense sentit, o la incapacitat de l'home de conèixer aquest significat si hagués d'existir, era quelcom que l'home hauria d'abraçar. El seu anticristianisme, el seu compromís amb la llibertat moral individual i la responsabilitat són només algunes de les similituds amb altres escriptors existencials. Més important encara, Camus va abordar una de les qüestions fonamentals de l'existencialisme: el problema del suïcidi. Va escriure: «només hi ha una qüestió filosòfica realment seriosa, i aquesta és el suïcidi». Camus considerava que la qüestió del suïcidi sorgia de manera natural com una solució a l'absurd de la vida.

### L'absurd
Molts escriptors existencialistes han abordat l'absurd, cadascun amb la seva pròpia interpretació de què és i què el fa important. Kierkegaard explica que l'absurd de les veritats religioses ens impedeix arribar a Déu de manera racional. Sartre reconeix l'absurd de l'experiència individual. Les reflexions de Camus sobre l'absurd comencen amb el seu primer cicle de llibres i l'assaig literari El mite de Sísif, la seva obra principal sobre el tema. El 1942, va publicar la història d'un home que viu una vida absurda a L'estrany. També va escriure una obra sobre l'emperador romà Calígula, seguint una lògica absurda, que no es va representar fins al 1945. Els seus primers pensaments van aparèixer a la seva primera col·lecció d'assajos, El dret i el revés el 1937. Els temes absurds es van expressar amb més sofisticació en la seva segona col·lecció d'assajos, Noces el 1938. En aquests assaigs, Camus reflexiona sobre l'experiència de l'absurd. Aspectes de la noció d'absurd es poden trobar a La pesta.
Camus segueix la definició de Sartre de l'absurd: «El que no té sentit. Així, l'existència de l'home és absurda perquè la seva contingència no troba cap justificació externa». L'absurd es crea perquè l'home, que està situat en un univers poc intel·ligent, s'adona que els valors humans no es fonamenten en un component extern sòlid; o com explica el mateix Camus, l'absurd és el resultat de la «confrontació entre la necessitat humana i el silenci irracional del món». Tot i que l'absurd és ineludible, Camus no deriva cap al nihilisme. La constatació de l'absurd porta a la pregunta: per què algú hauria de continuar vivint? El suïcidi és una opció que Camus descarta fermament com a renúncia als valors humans i a la llibertat. Més aviat proposa que acceptem que l'absurd forma part de les nostres vides i que vivim amb ell.
El punt d'inflexió en l'actitud de Camus davant l'absurd es produeix en una col·lecció de quatre cartes a un amic alemany anònim, escrites entre juliol de 1943 i juliol de 1944. El primer es va publicar a la Revue Libre el 1943, el segon als Cahiers de Libération el 1944 i el tercer al diari Libertés, el 1945. Les quatre cartes es van publicar com a Cartes a un amic alemany el 1945.
Camus va lamentar la referència continuada a si mateix com a «filòsof de l'absurd». Va mostrar menys interès per l'absurd poc després de publicar El mite de Sísif. Per distingir les seves idees, els estudiosos de vegades es refereixen a la «paradoxa de l'absurd», quan es refereixen a l'absurd de Camus.

### Revolta
Camus és conegut per articular la necessitat de revolta contra qualsevol tipus d'opressió, injustícia o qualsevol situació que atempti contra la condició humana. És prou prudent, però, per posar límits a la rebel·lió. L'home revoltat explica amb detall la seva reflexió sobre el tema que es basa en l'absurd (descrit a El mite de Sísif) però va més enllà. A la introducció, on examina la metafísica de la rebel·lió, conclou amb la frase «jo em revolto, per tant, existim» que implica el reconeixement d'una condició humana comuna. Camus també delimita la diferència entre revolució i rebel·lió i nota que la història ha demostrat que la revolució dels rebels podria acabar fàcilment com un règim opressiu, per tant, dona importància a la moral que acompanya la revolució. Camus planteja una pregunta crucial: és possible que els humans actuïn d'una manera ètica i significativa, en un univers silenciós? Segons ell, la resposta és sí, ja que l'experiència i la consciència de l'absurd crea els valors morals i també marca els límits de les nostres accions. Camus separa la forma moderna de rebel·lió en dos modes. En primer lloc, hi ha la rebel·lió metafísica, que és «el moviment pel qual l'home protesta contra la seva condició i contra el conjunt de la creació». L'altra modalitat, la rebel·lió històrica, és l'intent de materialitzar l'esperit abstracte de la rebel·lió metafísica i canviar el món. En aquest intent, el rebel ha d'equilibrar el mal del món i el mal intrínsec que comporta tota revolta, i no provocar cap patiment injustificable.

## Llegat
Les novel·les i els assaigs filosòfics de Camus encara són influents. Després de la seva mort, l'interès per Camus va seguir l'ascens i el declivi de la Nova Esquerra. Després de la dissolució de la Unió Soviètica, l'interès pel seu camí alternatiu al comunisme va ressorgir. Se'l recorda pel seu humanisme escèptic i el seu suport a la tolerància política, el diàleg i els drets civils.
Tot i que Camus ha estat vinculat al comunisme antiautoritari, arribant fins a l'anarcosindicalisme, alguns neoliberals han intentat apropiar-se'l, com per exemple el president francès Nicolas Sarkozy quan va suggerir que les seves restes fossin traslladades al Panteó de París, una idea que va ser criticada per la família de Camus i que va indignar l'esquerra política.

## Homenatges
- A Tipasa (Algèria), dins de les ruïnes romanes, de cara al mar i al mont Chenoua, es va aixecar l'any 1961 una estela en honor de Camus amb aquesta frase extreta de la seva obra Noces: Je comprends ici ce qu'on appelle gloire : le droit d'aimer sans mesure («Entenc aquí el que s'anomena glòria: el dret a estimar sense mesura»).[93]
- La Poste va publicar un segell amb la seva efígie el 26 de juny de 1967.[94]

## Obra literària

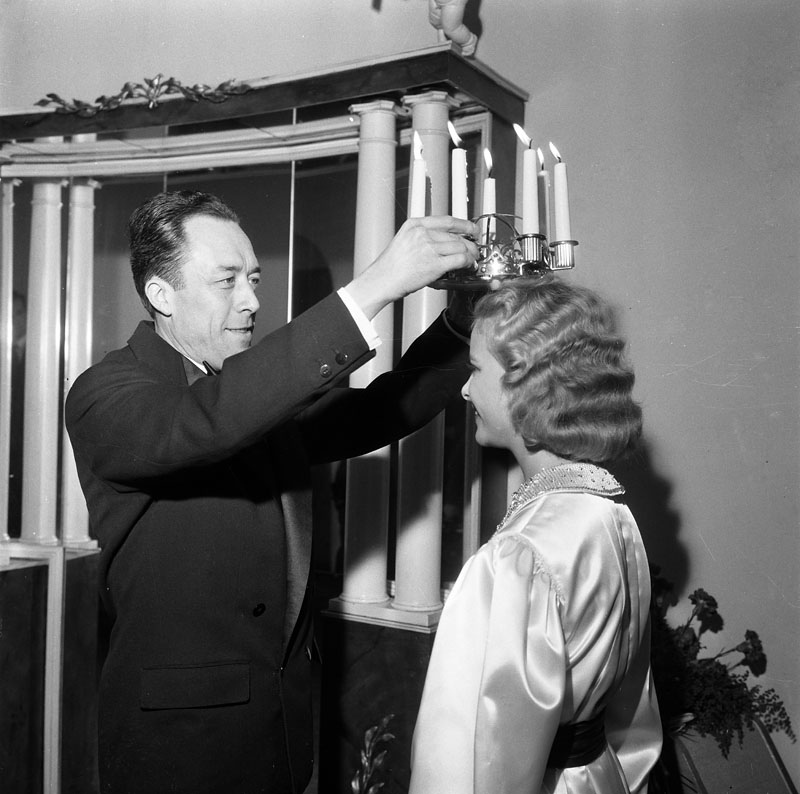
Camus corona Lucia d'Estocolm el 13 de desembre de 1957, tres dies després d'acceptar el Premi Nobel de Literatura

La primera publicació d'Albert Camus va ser una obra de teatre anomenada Révolte dans les Asturies escrita amb tres amics el maig de 1936. El tema és Revolució d'Astúries de 1934 que va ser brutalment reprimida pel govern espanyol i va provocar entre 1.500 i 2.000 morts. El maig de 1937 va escriure el seu primer llibre, El dret i el revés. Tots dos van ser publicats per la petita editorial d'Edmond Charlot.
Amb la seva arribada a París es relacionà amb Jean-Paul Sartre, al costat del qual desenvolupà la seva carrera d'escriptor i filòsof. La seva relació acabà el 1952 a causa d'un article de Francis Jeanson publicat a la revista Les Temps Modernes, on Sartre recriminava a Camus que la seva revolta era «deliberadament estètica».
En les seves obres va elaborar una reflexió sobre la condició humana. Rebutjant la formulació d'un acte de fe en Déu, en la història o en la raó, es va oposar simultàniament al cristianisme, al marxisme i a l'existencialisme. No va deixar de lluitar contra totes les ideologies i les abstraccions que allunyen l'home de la seva condició humana i que Camus denominà filosofia de l'absurd.
El 1957 va rebre el Premi Nobel de Literatura «per la seva important producció literària, que amb sinceritat il·lumina els problemes de la consciència humana de la nostra època». Després de rebre el Premi Nobel, Camus va reunir, aclarir i publicar les seves opinions pacifistes a Actuelles III: Chronique algérienne 1939–1958. A partir de llavors es va dedicar al teatre i al tercer cicle que tractava sobre l'amor i la deessa Nèmesi, la deessa grega i romana de la venjança.
El «cicle de l'absurd» és una expressió que va utilitzar Camus per definir el conjunt de les seves obres L'estrany (novel·la, 1942), El mite de Sísif (assaig, 1942), Calígula (obra de teatre, 1944) i El malentès (obra de teatre, 1944). Camus va començar el seu treball en el segon cicle mentre era a Algèria, els últims mesos de 1942, just quan els alemanys arribaven al nord d'Àfrica. En el segon cicle, Camus va utilitzar Prometeu, que és representat com un humanista revolucionari, per a destacar els matisos entre revolució i rebel·lió. Analitza diversos spectes de la rebel·lió, la seva metafísica, la seva connexió amb la política, i l'examina sota l'òptica de la modernitat, de la historicitat i de l'absència de Déu.
Dues de les obres de Camus es van publicar pòstumament. La primera, titulada La Mort heureuse (1970), presenta un personatge anomenat Patrice Mersault, comparable a L'estrany. Hi ha un debat acadèmic sobre la relació entre els dos llibres. La segona va ser una novel·la inacabada, El primer home (1995), que Camus estava escrivint abans de morir. Es tracta d'una obra autobiogràfica sobre la seva infantesa a Algèria i la seva publicació va provocar una reconsideració generalitzada del colonialisme suposadament impenitent de Camus.
| Anys    | Mite pagan | Motiu bíblic                                                   | Novel·la                          | Teatre                                                                                      |
| ------- | ---------- | -------------------------------------------------------------- | --------------------------------- | ------------------------------------------------------------------------------------------- |
| 1937–42 | Sísif      | Alienació, exili                                               | L'estrany (L'Étranger)            | Calígula El malentès (Le Malentendu)                                                        |
| 1943–52 | Prometeu   | Rebel·lió                                                      | La pesta (La Peste)               | L'estat de setge (L'État de siège) Els justos (Les Justes)                                  |
| 1952–58 |            | La culpa, la caiguda; l'exili i el regne; Joan Baptista, Crist | La caiguda (La Chute)             | Adaptacions d'Els dimonis de Fiódor Dostoievski Rèquiem per a una monja de William Faulkner |
| 1958–   | Nèmesi     | El Regne                                                       | El primer home (Le Premier Homme) |                                                                                             |

## Albert Camus i la llengua catalana
Albert Camus era descendent de menorquins per línia materna (el cognom de soltera de la seva mare era Sintès i el de l'àvia materna, Cardona), i va estar immers en un entorn familiar on el català menorquí, conegut localment com a maonès, tenia presència residual tot i la progressiva assimilació francòfona. Els seus avantpassats materns procedien de Sant Lluís (Menorca), i la seva àvia materna, Catalina Cardona, va emigrar a l'Algèria francesa durant el segle XIX com a part de l'ona migratòria de menorquins cap al nord d'Àfrica.
En la seva novel·la pòstuma El primer home (1994), text profundament autobiogràfic, Camus reflecteix aquest substrat cultural a través de diversos passatges clau:
| «                       | «Élevée par ses parents mahonnais, dans une petite ferme du Sahel, elle avait épousé très jeune un autre Mahonnais, fin et fragile...» (Traducció: «Criada pels seus pares maonesos, en una petita masia del Sahel, s'havia casat molt jove amb un altre maonès, prim i fràgil...») | » |
| — El primer home, p. 35 | |   |

| «                       | «...ou de sa soeur qui habitait toujours une ferme du Sahel et parlait plus volontiers le patois mahonnais que l'espagnol...» (Traducció: «...o de la seva germana que encara vivia en una masia del Sahel i parlava més de gust el patois maonès que el castellà...») | » |
| — El primer home, p. 87 | |   |

| «                        | «Les Mahonnais qui débarquent en petites troupes avec la malle et les enfants. Leur parole vaut un écrit. N'emploie jamais un Espagnol. Ils ont fait la richesse du littoral algérien» (Traducció: «Els maonesos que desembarquen en petites colles amb el bagul i els nens. La seva paraula val un escrit. Mai no contractis un espanyol. Ells van fer la riquesa del litoral algerià») | » |
| — El primer home, p. 153 | |   |

| «                        | «...l'oncle Joseph qui, lui, ne parlait que le mahonnais...» (Traducció: «...l'oncle Joseph que, ell, només parlava el maonès...») | » |
| — El primer home, p. 121 | |   |

### Context històric i evidències complementàries
- Immigració menorquina: Entre 1830-1880, uns 9.000 menorquins van emigrar a Algèria, concentrant-se a Alger, Orà i el Sahel. La família Sintès-Cardona formava part d'aquest grup, conservant costums com la cuina de truites de patata o olies esmentades per Camus.[107]
- Entorn lingüístic familiar: Tot i ser analfabeta, la mare de Camus, Catherine Sintès, i especialment l'àvia, Catalina Cardona, utilitzaven paraules catalanes en l'àmbit domèstic (eines, insults, receptes), com recordaria la germana de l'escriptor, Lucienne Camus.[108] L'àvia, que va conviure amb Camus fins als anys 20, tenia un francès fragmentari amb interferències catalanes.[109]
- Coneixement passiu de Camus: Segons estudis de la Universitat de les Illes Balears, Camus hauria tingut una comprensió rudimentària del català a través d'aquestes "ressonances infantils", però mai no el va identificar com a sistema lingüístic diferenciat, sinó com un "francès deforme" propi de les classes populars.[110]
- Viatge a les Balears (1935): Camus va visitar Mallorca i Eivissa amb la seva primera dona, Simone Hié, en un viatge interpretat per biògrafs com Oliver Todd com a "tornada als orígens materns".[111]

### Conclusió acadèmica
Els estudis recents coincideixen que el català va ser una "llengua fòssil" en la infantesa de Camus: present com a substrat oral en paraules aïllades i interferències, però no com a codi reconegut. Aquesta pèrdua lingüística és un eix clau per entendre el desarrelament que marcarà la seva obra filosòfica i literària, especialment en textos com L'estrany (1942) on l'absurd existencial reflecteix aquest buit identitari. La condició de pied-noir de Camus accentuava aquesta fractura entre l'herència mediterrània i l'assimilació colonial francesa.

## Obra publicada
| - 1937: L'Envers et l'endroit (en català, El dret i el revés - 1942: Le Mythe de Sisyphe - 1945: Lettres a un Ami Allemand (en català, Cartes a un amic alemany) - 1946: Combat - 1951: L'Homme révolté - 1957: Réfléxions sur la guillotine - 1962: Carnets, 1935-1942 - 1965: Carnets, 1943-1951 - 1954: La Femme Adultère - 1957: L'Exil et le royaume - 1957: L'Hôte | - 1938: Caligula, estrenada el 1945 - 1944: Le Malentendu - 1948: L'État de siège (en català, L'estat de setge) - 1949: Les Justes (en català, Els justos) - 1959: Les Possédés (en català, Els dimonis) - 1942: L'Étranger - 1947: La Peste - 1956: La Chute - 1971: La Mort heureuse, obra pòstuma - 1995: Le Premier homme, obra pòstuma i incompleta |

### Biografies
- Thody, Philip Malcolm Waller. Albert Camus: A Study of His Work.  Hamish Hamilton, 1957.
- Brisville, Jean-Claude. Camus.  Gallimard, 1959.
- Parker, Emmett. Albert Camus: The Artist in the Arena.  Univ of Wisconsin Press, 1965. ISBN 978-0-299-03554-9.
- King, Adele. Albert Camus.  Grove Press, 1964.
- McCarthy, Patrick. Camus: A Critical Study of His Life and Work.  Hamish Hamilton, 1982. ISBN 978-0-241-10603-7.
- Sprintzen, David. Camus: A Critical Examination.  Temple University Press, febrer 1991. ISBN 978-0-87722-827-1.
- King, Adele. Camus's L'Etranger: Fifty Years on.  Palgrave Macmillan UK, 12 juny 1992. ISBN 978-1-349-22003-8.
- Bloom, Harold. Albert Camus.  Infobase Publishing, 2009. ISBN 978-1-4381-1515-3.
- Pierre Louis Rey. Camus: l'homme révolté.  Gallimard, 2006. ISBN 978-2-07-031828-5.
- Hawes, Elizabeth. Camus, a Romance.  Grove Press, 2009. ISBN 978-0-8021-1889-9.
- Carroll, Sean B. Brave Genius: A Scientist, a Philosopher, and Their Daring Adventures from the French Resistance to the Nobel Prize.  Crown Publishers, 2013. ISBN 978-0-307-95234-9.